# أكبر محمدي (كاتب)
أكبر محمدي (بالفارسية: اکبر محمدی) هو كاتب إيراني، ولد في 30 مايو 1969 في آمل في إيران، وتوفي في 30 يوليو 2006 في طهران في إيران داخل سجن إيفين بسبب نوبة قلبية.

## سجنه
كان لدى أكبر محمدي أخ يدعى منوشهر وخلال احتجاجات يوليو 1999 تم القبض على أخيه منوشهر بتهمة أن له دور قيادي في الاحتجاجات. ثم تم القبض على أكبر أيضًا وحُكم عليه بالإعدام لدوره في الاحتجاج.
قام أكبر بالاستئناف في نوفمبر 2000 فتم تخفيف حكم أكبر إلى سبع سنوات سجن. ولكن بعد ثلاث سنوات من السجن أضيفت سنتان إضافيتان إلى حكم أكبر بعد اتهامات بأنه أجرى مقابلات مع وسائل إعلام أجنبية وأدلى «بتصريحات سياسية».

## وفاته
في 30 يوليو 2006، توفي أكبر محمدي في سجن إيفين. وكان قد أضرب عن الطعام منذ أكثر من أسبوع، ورفضت السلطات السماح له بالتماس العلاج الطبي من الإصابات التي لحقت به نتيجة التعذيب. وقال محاميه خليل بهراميان إنه بحسب زملائه المعتقلين مع موكله فأنه قد تعرض للضرب المبرح من قبل حراس السجن في الأيام القليلة الماضية وأنه كان يحمل علامات الضرب.
تسببت وفاة محمدي في ضجة دولية ففي 3 أغسطس 2006 دعت هيومن رايتس ووتش الحكومة الإيرانية إلى السماح بـ «تحقيق مستقل في الوفاة المشبوهة في السجن للناشط الطلابي أكبر محمدي». وقد حظيت هذه الدعوة بدعم المئات من الشخصيات والجماعات الإيرانية البارزة.